# 1887 في الولايات المتحدة
فيما يلي قوائم الأحداث التي وقعت خلال عام 1887 في الولايات المتحدة.

## سياسة

### تعيين في المنصب
- 3 يناير – تشارلز كلارك ستيفنسون حاكم نيفادا  [لغات أخرى]‏.
- 11 يناير – ألفا آدامز Governor of Colorado [الإنجليزية]‏.
- 4 مارس – جيمس شيرمان عضو مجلس النواب الأمريكي.
- 4 مارس – ويليام ماكينلي عضو مجلس النواب الأمريكي.
- 30 أغسطس – سيمون بوليفار باكنر حاكم كنتاكي [الإنجليزية]‏.
- 12 سبتمبر – روبرت ويتني وارمن حاكم كاليفورنيا.

### انتهاء فترة المنصب
- 8 يناير – جورج ستونمان حاكم كاليفورنيا.
- 12 يناير – زينا فيرى مودي حاكم ولاية أوريغون [الإنجليزية]‏.
- 3 مارس – أندرو جريج كورتين عضو مجلس النواب الأمريكي.
- 4 مارس – بنجامين هاريسون عضو مجلس الشيوخ الأمريكي.

## مواليد

### يناير
- 1 يناير – إدموند هارفي عالم حيوان من الولايات المتحدة الأمريكية.
- 1 يناير – مابل بالين ممثلة أمريكية.
- 2 يناير – أغنيس ماير صحفية أمريكية.
- 11 يناير – مونتي بلو
- 16 يناير – جورج كيلي
- 16 يناير – رالف إنس

### فبراير
- 10 فبراير – تشارلز سوير سياسي أمريكي.
- 17 فبراير – جانبوت سميث ملاكم من الولايات المتحدة الأمريكية.
- 26 فبراير – ويليام فراولي

### مارس
- 11 مارس – آل إرنست غارسيا ممثل أمريكي.
- 11 مارس – راؤل والش
- 14 مارس – أليس إليزابيث دوهرتي
- 24 مارس – روسكو آرباكل

### أبريل
- 1 أبريل – ليونارد بلومفيلد
- 4 أبريل – وليام كومينغ روز
- 8 أبريل – والتر كونولي
- 22 أبريل – جيمس نورمان هال مؤلف أمريكي.
- 27 أبريل – فلورنس بالين لاعبة كرة مضرب من الولايات المتحدة الأمريكية.
- 30 أبريل – هوبر أتشلي

### مايو
- 28 مايو – هانك مان ممثل أمريكي.

### يونيو
- 5 يونيو – روث بندكت عالمة بعلوم الإنسان من الولايات المتحدة الأمريكية.
- 10 يونيو – هاري فلود بيرد سياسي أمريكي.
- 19 يونيو – تشارلز ف ماكلولين سياسي أمريكي.
- 25 يونيو – جورج أبوت

### يوليو
- 1 يوليو – تشارلز براون ممثل أمريكي.
- 16 يوليو – جو جاكسون الحافي لاعب بيسبول أمريكي.
- 17 يوليو – جاك كونواي
- 20 يوليو – مايك جيبونز ملاكم من الولايات المتحدة الأمريكية.

### أغسطس
- 28 أغسطس – جيسي وودرو ويلسون ساير

### سبتمبر
- 5 سبتمبر – أندرو أربوكل ممثل من الولايات المتحدة الأمريكية.
- 12 سبتمبر – جاك هيل ممثل أمريكي.
- 14 سبتمبر – كارل تايلور كومتون فيزيائي أمريكي.
- 27 سبتمبر – ليليان تراشر مبشّرة من الولايات المتحدة الأمريكية.
- 28 سبتمبر – أفري بروندج

### أكتوبر
- 5 أكتوبر – كارل شوت درّاج طريق من الولايات المتحدة الأمريكية.
- 20 أكتوبر – أوتو جوليوس زوبل مهندس من الولايات المتحدة الأمريكية.
- 22 أكتوبر – جون ريد

### نوفمبر
- 6 نوفمبر – والتر جونسون لاعب بيسبول أمريكي.
- 9 نوفمبر – جيرترود أستور
- 15 نوفمبر – جورجيا أوكيفي فنانة أمريكية.
- 19 نوفمبر – جيمس سومنر كيميائي أمريكي.

### ديسمبر
- 13 ديسمبر – ألفين جيم نيويورك عسكري من الولايات المتحدة الأمريكية.
- 23 ديسمبر – جون كرومويل
- 25 ديسمبر – كونراد هيلتون سياسي أمريكي.
- 28 ديسمبر – تشارلز دينجل ممثل أمريكي.
- 30 ديسمبر – فرانك كلاوس ملاكم من الولايات المتحدة الأمريكية.

## وفيات

### يناير
- 1 يناير – آبار سبيسر (مواليد 1831) قاضي أمريكي.
- 24 يناير – ستون باشا (مواليد 1824) ضابط من الولايات المتحدة الأمريكية.

### مارس
- 8 مارس – جيمس بوكانان إيدز (مواليد 1820)
- 31 مارس – ألبرت كيلوغ (مواليد 1813) عالم نبات أمريكي.

### يونيو
- 4 يونيو – وليام ويلر (مواليد 1819) سياسي أمريكي.
- 30 يونيو – وليام هنري هاريسون روس (مواليد 1814) سياسي أمريكي.

### أغسطس
- 19 أغسطس – ألفان كلارك (مواليد 1804)
- 19 أغسطس – سبنسر فولرتون بيرد (مواليد 1823)
- 23 أغسطس – سارة يورك جاكسون (مواليد 1803) سياسية من الولايات المتحدة الأمريكية.

### سبتمبر
- 6 سبتمبر – وليام أيكن (مواليد 1806) سياسي أمريكي.

### أكتوبر
- 23 أكتوبر – إليهو ب. واشبورن (مواليد 1816) سياسي أمريكي.
- 28 أكتوبر – جون موراي كارنوشان (مواليد 1817) طبيب أمريكي.

### نوفمبر
- 19 نوفمبر – إيما لازاروس (مواليد 1849) شاعرة أمريكية.

### ديسمبر
- 22 ديسمبر – فيرديناند فانديفير هايدن (مواليد 1829)